# Gran Premio motociclistico di Gran Bretagna 2005
Il Gran Premio motociclistico di Gran Bretagna 2005 corso il 24 luglio, è stato il nono Gran Premio della stagione 2005 e ha visto vincere: la Yamaha di Valentino Rossi nella classe MotoGP, Randy de Puniet nella classe 250 e Julián Simón nella classe 125.
Le gare sono state molto disturbate dalla pioggia incessante, cosa che ha contribuito a diversi incidenti: nella MotoGP solo 11 piloti sono riusciti a portare a termine la gara, con il risultato che non tutti i punti disponibili sono stati assegnati.
La competizione della classe 125 è stata interrotta dopo 7 giri, sempre a causa del maltempo, per riprendere una seconda volta con la griglia di partenza stabilita dalle posizioni ottenute dai piloti al momento dell'interruzione e la seconda parte, composta di altri 9 giri, che ha stabilito l'ordine di arrivo finale.
Sempre in questa classe, la vittoria dello spagnolo Julián Simón, rappresenta la sua prima vittoria nel motomondiale.

## MotoGP

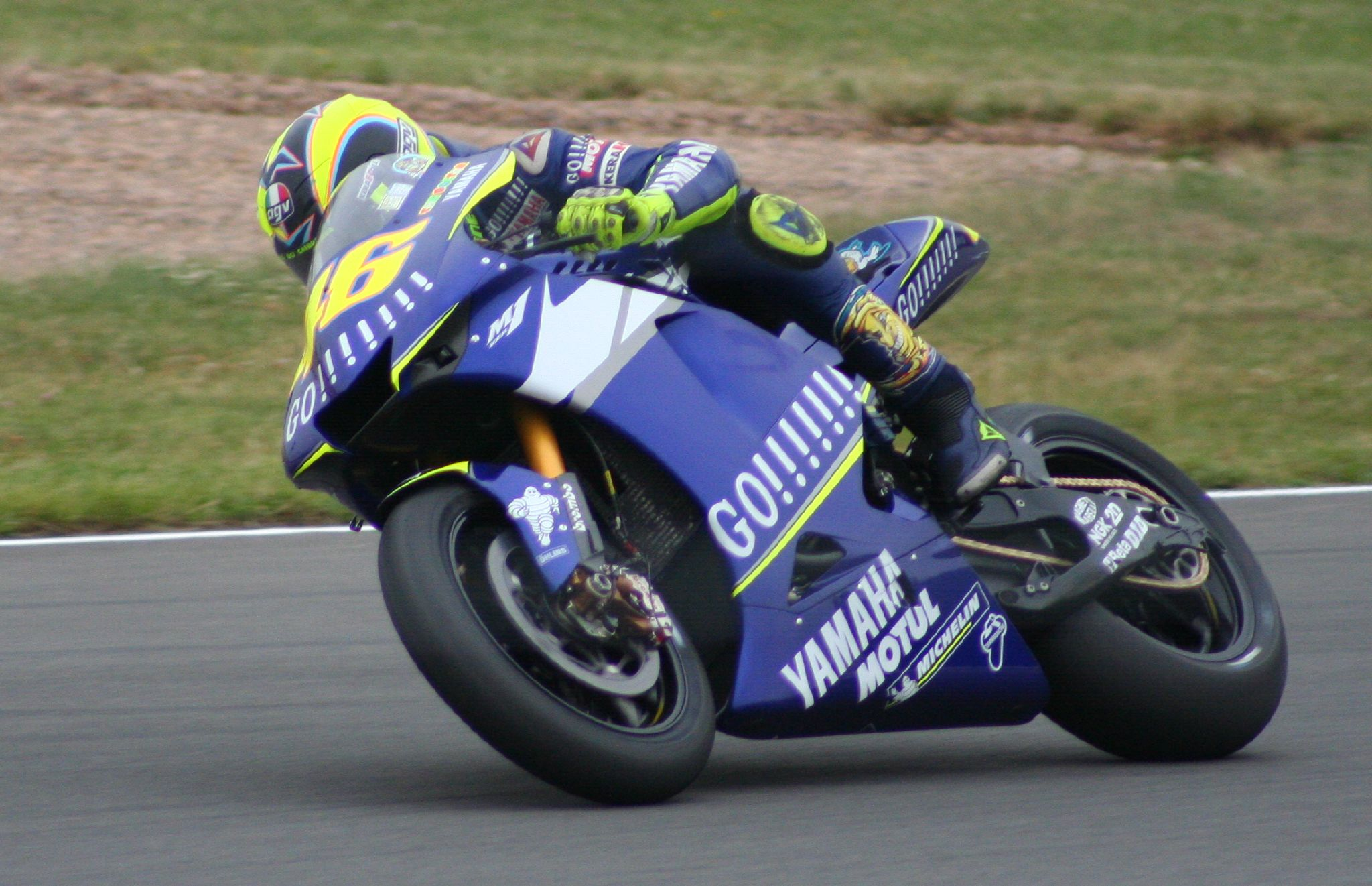
Rossi, vincitore della gara della classe MotoGP

### Arrivati al traguardo
| Pos. | Nº | Pilota           | Squadra              | Motocicletta       | Giri | Tempo     | Griglia | Punti |
| ---- | -- | ---------------- | -------------------- | ------------------ | ---- | --------- | ------- | ----- |
| 1º   | 46 | Valentino Rossi  | Gauloises Yamaha     | Yamaha YZR-M1      | 29   | 52:58.675 | 1       | 25    |
| 2º   | 10 | Kenny Roberts Jr | Suzuki MotoGP        | Suzuki GSV-R       | 29   | +3.169    | 16      | 20    |
| 3º   | 4  | Alex Barros      | Camel Honda          | Honda RC211V       | 29   | +4.006    | 4       | 16    |
| 4º   | 5  | Colin Edwards    | Gauloises Yamaha     | Yamaha YZR-M1      | 29   | +10.292   | 6       | 13    |
| 5º   | 7  | Carlos Checa     | Ducati Marlboro      | Ducati Desmosedici | 29   | +13.020   | 13      | 11    |
| 6º   | 65 | Loris Capirossi  | Ducati Marlboro      | Ducati Desmosedici | 29   | +23.321   | 11      | 10    |
| 7º   | 6  | Makoto Tamada    | Konica Minolta Honda | Honda RC211V       | 29   | +37.833   | 9       | 9     |
| 8º   | 66 | Alex Hofmann     | Kawasaki Racing      | Kawasaki ZX-RR     | 29   | +44.617   | 15      | 8     |
| 9º   | 24 | Toni Elías       | Fortuna Yamaha       | Yamaha YZR-M1      | 28   | +1 giro   | 17      | 7     |
| 10º  | 44 | Roberto Rolfo    | D’Antin Pramac       | Ducati Desmosedici | 28   | +1 giro   | 19      | 6     |
| 11º  | 21 | John Hopkins     | Suzuki MotoGP        | Suzuki GSV-R       | 27   | +2 giri   | 10      | 5     |

### Ritirati
| Nº | Pilota          | Squadra         | Motocicletta   | Giri | Griglia |
| -- | --------------- | --------------- | -------------- | ---- | ------- |
| 27 | Franco Battaini | Blata WCM       | Blata          | 25   | 21      |
| 77 | James Ellison   | Blata WCM       | Blata          | 7    | 20      |
| 67 | Shane Byrne     | Team Roberts    | Proton KR5     | 4    | 18      |
| 15 | Sete Gibernau   | Movistar Honda  | Honda RC211V   | 3    | 2       |
| 56 | Shin'ya Nakano  | Kawasaki Racing | Kawasaki ZX-RR | 3    | 12      |
| 3  | Max Biaggi      | Repsol Honda    | Honda RC211V   | 3    | 8       |
| 33 | Marco Melandri  | Movistar Honda  | Honda RC211V   | 2    | 3       |
| 12 | Troy Bayliss    | Camel Honda     | Honda RC211V   | 2    | 7       |
| 69 | Nicky Hayden    | Repsol Honda    | Honda RC211V   | 2    | 5       |
| 11 | Rubén Xaus      | Fortuna Yamaha  | Yamaha YZR-M1  | 1    | 14      |

## Classe 250

### Arrivati al traguardo
| Pos. | Nº | Pilota            | Squadra                     | Motocicletta | Giri | Tempo     | Griglia | Punti |
| ---- | -- | ----------------- | --------------------------- | ------------ | ---- | --------- | ------- | ----- |
| 1º   | 7  | Randy de Puniet   | Aprilia Aspar               | Aprilia      | 27   | 49:11.337 | 6       | 25    |
| 2º   | 14 | Anthony West      | Red Bull KTM                | KTM          | 27   | +1.236    | 15      | 20    |
| 3º   | 27 | Casey Stoner      | Carrera Sunglasses - LCR    | Aprilia      | 27   | +16.740   | 10      | 16    |
| 4º   | 1  | Daniel Pedrosa    | Telefonica Movistar Honda   | Honda        | 27   | +47.825   | 1       | 13    |
| 5º   | 19 | Sebastián Porto   | Aprilia Aspar               | Aprilia      | 27   | +1:03.449 | 5       | 11    |
| 6º   | 24 | Simone Corsi      | MS Aprilia Italia Corse     | Aprilia      | 27   | +1:32.437 | 14      | 10    |
| 7º   | 34 | Andrea Dovizioso  | Team Scot                   | Honda        | 27   | +1:34.560 | 4       | 9     |
| 8º   | 48 | Jorge Lorenzo     | Fortuna Honda               | Honda        | 27   | +1:45.964 | 2       | 8     |
| 9º   | 50 | Sylvain Guintoli  | Equipe GP de France - Scrab | Aprilia      | 26   | +1 giro   | 12      | 7     |
| 10º  | 8  | Andrea Ballerini  | Abruzzo Racing              | Aprilia      | 26   | +1 giro   | 20      | 6     |
| 11º  | 32 | Mirko Giansanti   | Matteoni Racing             | Aprilia      | 26   | +1 giro   | 22      | 5     |
| 12º  | 15 | Roberto Locatelli | Carrera Sunglasses - LCR    | Aprilia      | 26   | +1 giro   | 11      | 4     |
| 13º  | 25 | Alex Baldolini    | Campetella Racing           | Aprilia      | 26   | +1 giro   | 19      | 3     |
| 14º  | 38 | Grégory Leblanc   | Equipe GP de France - Scrab | Aprilia      | 25   | +2 giri   | 24      | 2     |
| 15º  | 64 | Radomil Rous      | Wurth Honda BQR             | Honda        | 25   | +2 giri   | 25      | 1     |
| 16º  | 96 | Jakub Smrž        | Arie Molenaar Racing        | Honda        | 25   | +2 giri   | 17      |       |
| 17º  | 17 | Steve Jenkner     | Nocable.it Race             | Aprilia      | 25   | +2 giri   | 18      |       |
| 18º  | 41 | Álvaro Molina     | Andalucia Mas Racing        | Aprilia      | 25   | +2 giri   | 29      |       |
| 19º  | 20 | Gabriele Ferro    | Scuderia Fantic Motor GP    | Fantic       | 23   | +4 giri   | 31      |       |

### Ritirati
| Nº | Pilota          | Squadra                   | Motocicletta | Giri | Griglia |
| -- | --------------- | ------------------------- | ------------ | ---- | ------- |
| 57 | Chaz Davies     | Aprilia Germany           | Aprilia      | 22   | 16      |
| 44 | Tarō Sekiguchi  | Campetella Racing         | Aprilia      | 21   | 26      |
| 80 | Héctor Barberá  | Fortuna Honda             | Honda        | 16   | 7       |
| 73 | Hiroshi Aoyama  | Telefonica Movistar Honda | Honda        | 12   | 8       |
| 42 | Yves Polzer     | Sebring Mas Racing        | Aprilia      | 12   | 28      |
| 5  | Alex De Angelis | MS Aprilia Italia Corse   | Aprilia      | 8    | 3       |
| 36 | Martín Cárdenas | Aprilia Germany           | Aprilia      | 4    | 23      |
| 28 | Dirk Heidolf    | Kiefer-Bos-Castrol Honda  | Honda        | 2    | 21      |
| 21 | Arnaud Vincent  | Scuderia Fantic Motor GP  | Fantic       | 0    | 27      |
| 55 | Yūki Takahashi  | Team Scot                 | Honda        | 0    | 9       |
| 6  | Alex Debón      | Wurth Honda BQR           | Honda        | 0    | 13      |

### Squalificato
| Nº | Pilota             | Squadra         | Motocicletta | Griglia |
| -- | ------------------ | --------------- | ------------ | ------- |
| 26 | Andreas Martensson | Kurz Prista Oil | Yamaha       | 30      |

### Non qualificato
| Nº | Pilota          | Squadra         | Motocicletta |
| -- | --------------- | --------------- | ------------ |
| 23 | Nicklas Cajback | Kurz Prista Oil | Yamaha       |

## Classe 125

### Arrivati al traguardo
| Pos. | Nº | Pilota             | Squadra                    | Motocicletta | Giri | Tempo     | Griglia | Punti |
| ---- | -- | ------------------ | -------------------------- | ------------ | ---- | --------- | ------- | ----- |
| 1º   | 60 | Julián Simón       | Red Bull KTM               | KTM          | 9    | 17:35.523 | 6       | 25    |
| 2º   | 63 | Mike Di Meglio     | Kopron Racing World        | Honda        | 9    | +2.406    | 9       | 20    |
| 3º   | 32 | Fabrizio Lai       | Kopron Racing World        | Honda        | 9    | +8.896    | 5       | 16    |
| 4º   | 58 | Marco Simoncelli   | Nocable.it Race            | Aprilia      | 9    | +9.169    | 3       | 13    |
| 5º   | 22 | Pablo Nieto        | Caja Madrid - Derbi Racing | Derbi        | 9    | +13.837   | 17      | 11    |
| 6º   | 12 | Thomas Lüthi       | Elit Grand Prix            | Honda        | 9    | +18.323   | 4       | 10    |
| 7º   | 36 | Mika Kallio        | Red Bull KTM               | KTM          | 9    | +23.453   | 1       | 9     |
| 8º   | 6  | Joan Olivé         | Nocable.it Race            | Aprilia      | 9    | +31.424   | 15      | 8     |
| 9º   | 94 | Dan Linfoot        | KRP/teamlinfootracing.com  | Honda        | 9    | +33.865   | 39      | 7     |
| 10º  | 9  | Toshihisa Kuzuhara | Angaia Racing              | Honda        | 9    | +40.094   | 30      | 6     |
| 11º  | 33 | Sergio Gadea       | Master Aspar               | Aprilia      | 9    | +40.345   | 14      | 5     |
| 12º  | 56 | Chris Elkin        | E3 Motorsport              | Honda        | 9    | +40.761   | 41      | 4     |
| 13º  | 28 | Jordi Carchano     | MVA Aspar                  | Aprilia      | 9    | +42.789   | 26      | 3     |
| 14º  | 8  | Lorenzo Zanetti    | Skilled I.S.P.A. Racing    | Aprilia      | 9    | +42.833   | 27      | 2     |
| 15º  | 11 | Sandro Cortese     | Kiefer-Bos-Castrol Honda   | Honda        | 9    | +43.420   | 28      | 1     |
| 16º  | 16 | Raymond Schouten   | Arie Molenaar Racing       | Honda        | 9    | +43.587   | 25      |       |
| 17º  | 44 | Karel Abraham      | AB Cardion Blauer USA      | Aprilia      | 9    | +45.101   | 36      |       |
| 18º  | 42 | Gioele Pellino     | Malaguti Reparto Corse     | Malaguti     | 9    | +47.077   | 38      |       |
| 19º  | 10 | Federico Sandi     | Angaia Racing              | Honda        | 9    | +48.901   | 31      |       |
| 20º  | 35 | Raffaele De Rosa   | Matteoni Racing            | Aprilia      | 9    | +49.088   | 21      |       |
| 21º  | 18 | Nicolás Terol      | Caja Madrid - Derbi Racing | Derbi        | 9    | +54.566   | 18      |       |
| 22º  | 95 | James Westmoreland | KRP/sunnybeachvillas.com   | Honda        | 9    | +59.769   | 37      |       |
| 23º  | 26 | Vincent Braillard  | Team Toth                  | Aprilia      | 9    | +1:00.672 | 33      |       |
| 24º  | 46 | Mateo Túnez        | MVA Aspar                  | Aprilia      | 9    | +1:02.134 | 24      |       |
| 25º  | 54 | Manuel Poggiali    | Metis Racing               | Gilera       | 9    | +1:26.419 | 11      |       |
| 26º  | 45 | Imre Tóth          | Team Toth                  | Aprilia      | 9    | +1:28.411 | 34      |       |

### Ritirati
| Nº | Pilota           | Squadra                       | Motocicletta | Giri | Griglia |
| -- | ---------------- | ----------------------------- | ------------ | ---- | ------- |
| 7  | Alexis Masbou    | Ajo Motorsport                | Honda        | 8    | 10      |
| 19 | Álvaro Bautista  | Seedorf RC3 - Tiempo Holidays | Honda        | 5    | 12      |
| 41 | Aleix Espargaró  | Seedorf RC3 - Tiempo Holidays | Honda        | 5    | 19      |
| 14 | Gábor Talmácsi   | Red Bull KTM                  | KTM          | 4    | 7       |
| 57 | Rob Guiver       | www.spi2racing.com            | Honda        | 3    | 40      |
| 52 | Lukáš Pešek      | Metis Racing                  | Derbi        | 1    | 20      |
| 15 | Michele Pirro    | Malaguti Reparto Corse        | Malaguti     | 0    | 32      |
| 29 | Andrea Iannone   | Abruzzo Racing                | Aprilia      | 0    | 22      |
| 43 | Manuel Hernández | Totti Top Sport - NGS         | Aprilia      | 0    | 16      |

### Ritirati nella prima parte di gara
| Nº | Pilota           | Squadra           | Motocicletta | Giri | Griglia |
| -- | ---------------- | ----------------- | ------------ | ---- | ------- |
| 71 | Tomoyoshi Koyama | Ajo Motorsport    | Honda        | 6    | 8       |
| 55 | Héctor Faubel    | Master Aspar      | Aprilia      | 6    | 13      |
| 47 | Ángel Rodríguez  | LG Mobile Galicia | Honda        | 5    | 23      |
| 96 | Kevin Coghlan    | UK1 Racing        | Honda        | 0    | 35      |

### Non ripartito
| Nº | Pilota        | Squadra               | Motocicletta | Griglia |
| -- | ------------- | --------------------- | ------------ | ------- |
| 75 | Mattia Pasini | Totti Top Sport - NGS | Aprilia      | 2       |

### Non partito
| Nº | Pilota            | Squadra               | Motocicletta | Griglia |
| -- | ----------------- | --------------------- | ------------ | ------- |
| 25 | Dario Giuseppetti | AB Cardion Blauer USA | Aprilia      | 29      |